# Louis Sandy Maisel
Louis Sandy Maisel (* 23. Oktober 1945 in Buffalo; † 9. Dezember 2024 in Rome, Maine) war ein US-amerikanischer Politikwissenschaftler und Hochschullehrer.

## Leben und Wirken
Louis Sandy Maisel studierte Politikwissenschaft an der Harvard University, wo er 1967 die Magisterprüfung ablegte. Seine Promotion zum Ph.D. erfolgte dann 1971 an der Columbia University. Während seiner Studienzeit unterrichtete er bereits am Barnard College. 1971 übernahm er eine Stelle als wissenschaftlicher Assistent am Colby College in Waterville (Maine). Hier lehrte er seit 1983 bis zu seiner Emeritierung 2021 als Professor. Gastprofessuren hatte er an der University of Melbourne und der Monash University (beides 1975) in Australien, an der Harvard University (1987 bis 1988), der Stanford University (1993 bis 1994) und der University of London (2002) inne.
Neben seiner Tätigkeit als Mitherausgeber mehrerer Fachzeitschriften betätigte sich Maisel auch politisch und zwar in der Demokratischen Partei. Bei den Wahlen zum Repräsentantenhaus 1978 kandidierte er, allerdings erfolglos, für einen Abgeordnetensitz.
In seinen Veröffentlichungen beschäftigte sich Maisel vor allem mit dem Parteiensystem in den USA und dem dortigen Wahlsystem.

## Veröffentlichungen (Auswahl)
- Probability, statistics and random processes. Simon & Schuster, New York 1971.

- (Hrsg.): The future of political parties. Sage, Beverly Hills 1975, ISBN 0-8039-0426-6.
- (Hrsg.): Changing campaign techniques. Elections and values in contemporary democracies. Sage, Beverly Hills 1976, ISBN 0-8039-0683-8.
- (Hrsg.): The impact of the electoral process. Sage, Beverly Hills 1977, ISBN 0-8039-0710-9.
- (Hrsg.): Political parties. Development and decay. Sage, Beverly Hills 1978, ISBN 0-8039-0738-9.
- (Hrsg., mit Joseph Cooper): Congressional elections. Sage, Beverly Hills 1981, ISBN 0-8039-1568-3.
- From obscurity to oblivion. Running the congressional primary. University of Tennessee Press, Knoxville 1982, ISBN 0-87049-347-7.
- (Hrsg.): The parties respond. Changes in the American party system. Westview Press, Boulder, Colo. 1990, ISBN 0-8133-0881-X (5. Aufl. 2013, ISBN 978-0-8133-4600-7).
- (Hrsg.): Political parties & elections in the United States. An encyclopedia. Zwei Bände. Garland, New York 1991, ISBN 0-8240-7975-2.
- (Hrsg., mit William G. Shade): Parties and politics in American history. Garland, New York 1994, ISBN 0-8153-1690-9.
- (mit John F. Bibby): Two parties - or more? The American party system. Westview Press, Boulder, Colo. 1998, ISBN 0-8133-9992-0.
- (Hrsg.): Jews in American politics. Rowman & Littlefield, Lanham, Md. 2001, ISBN 0-7425-0181-7.
- (Hrsg., mit Darrell M. West): Running on empty? Rolitical discourse in congressional elections. Rowman & Littlefield, Lanham, Md. 2004, ISBN 0-7425-3075-2.
- (mit Darrell M. West u. Brett M. Clifton): Evaluating campaign quality. Can the electoral process be improved? Cambridge University Press, Cambridge 2007, ISBN 978-0-521-87729-9.
- (Hrsg., mit Jeffrey M. Berry): The Oxford handbook of American political parties and interest groups. Oxford University Press, Oxford 2010, ISBN 978-0-19-960447-0.
- American political parties and elections. A very short introduction. Oxford University Press, Oxford 2016, ISBN 978-0-19-045816-4.
- (Hrsg., mit Hannah E. Dineen): Trumping ethical norms. Teachs, preachers, pollsters, and the media respond to Donald Trump. Routledge, New York 2018, ISBN 978-0-8153-5938-8.
- (mit Mark D. Brewer): Parties and elections in America. The electoral process. 9. Aufl. Rowman & Littlefield, Lanham 2021, ISBN 978-1-5381-3605-8.